# マルク・プラニュス
マルク・プラニュス（Marc Planus、1982年3月7日 - ）は、フランス・ボルドー出身の元サッカー選手。フランス、リーグ・アン・FCジロンダン・ボルドー一筋でプレーしたワン・クラブ・マン。現役時代のポジションはDF。

## 経歴

### クラブ
2002年からFCジロンダン・ボルドーに所属し、11月9日、スタッド・レンヌ戦でデビューを果たした。2014-15シーズン終了後、引退を発表した。

### 代表
2010 FIFAワールドカップのメンバーに選出され、親善試合チュニジア代表戦でフランス代表デビューした。

## 所属クラブ
- FCジロンダン・ボルドー 2002-2015

## 代表歴

### 出場大会
- フランス代表
  - 2010 FIFAワールドカップ

### 試合数
- 国際Aマッチ 1試合 0得点（2010年）[1]

| フランス代表 | 国際Aマッチ | 国際Aマッチ |
| 年           | 出場        | 得点        |
| ------------ | ----------- | ----------- |
| 2010         | 1           | 0           |
| 通算         | 1           | 0           |

## タイトル
クラブ
FCジロンダン・ボルドー
- リーグ・アン 2008-09
- トロフェ・デ・シャンピオン 2008, 2009
- クープ・ドゥ・ラ・リーグ 2008, 2009
- クープ・ドゥ・フランス 2012-13